# John E. Theimer

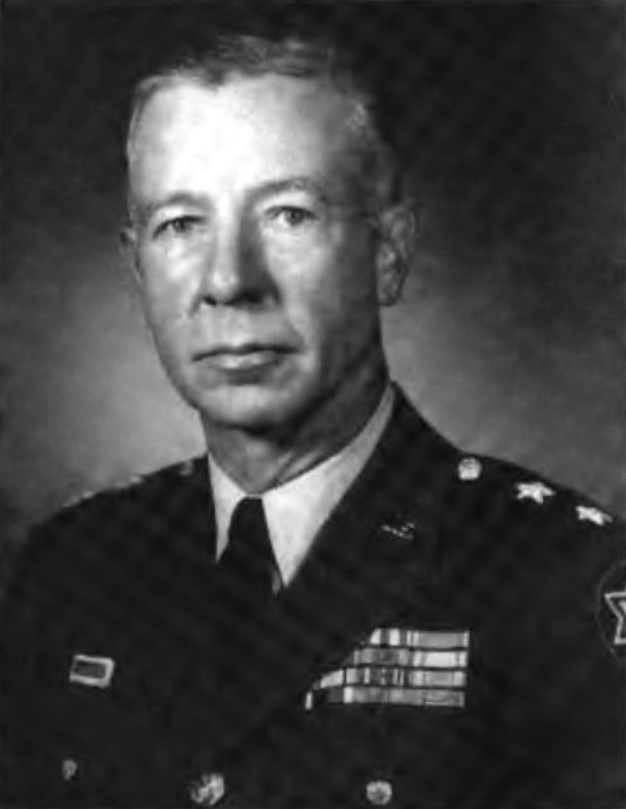
John E. Theimer (1965)

John Eliot Theimer  (* 12. November 1907 in Owatonna, Steele County, Minnesota; † 31. Mai 2001 in San Francisco, Kalifornien) war ein Generalmajor der United States Army. Er war unter anderem Kommandeur der 25. Infanteriedivision.
John Theimer war ein Sohn von Karl Patrick Theimer und dessen Frau Ella May Elliot. Er besuchte die öffentlichen Schulen seiner Heimat. In den Jahren 1925 bis 1929 durchlief er die United States Military Academy in West Point. Nach seiner Graduation wurde er als Leutnant der Feldartillerie zugeteilt. In der Armee durchlief er anschließend alle Offiziersränge vom Leutnant bis zum Zwei-Sterne-General.
In seinen jüngeren Jahren absolvierte er den für Offiziere in den niederen Rangstufen üblichen Dienst in verschiedenen Einheiten und Standorten. Vor dem Zweiten Weltkrieg war er unter anderem in Fort Sill, Fort Riley und auf den Philippinen stationiert. In jenen Jahren war er auch ein hervorragender Reiter und Polospieler. Er war Mitglied im amerikanischen Kader für die olympischen Reiterspiele des Jahres 1940, die aber aufgrund des Kriegsausbruchs in Europa abgesagt wurden.
Während des Krieges wurde Theimer auf dem europäischen Kriegsschauplatz eingesetzt. Dort kommandierte er unter anderem das 695. Panzerartilleriebataillon und dann die 5th Armored Artillery Group. Dabei drang er mit seinen Einheiten und anderen alliierten Verbänden über Frankreich bis nach Deutschland vor.
Nach dem Krieg wurde er Stabsoffizier im Pentagon. Im weiteren Verlauf absolvierte er das National War College. Später wurde er nach Deutschland versetzt, wo er die Artillerie der 9. Infanteriedivision kommandierte. Von 1958 bis 1960 war Theimer Oberbefehlshaber der 25. Infanteriedivision, die in Hawaii stationiert war. Danach wurde er zum Presidio bei San Francisco versetzt, wo er das Kommando über das XV. Korps übernahm. Anschließend verblieb er an diesem Standort und wurde stellvertretender Kommandeur der dort stationierten 6. Armee.
Nach dem Eintritt in den Ruhestand im Jahr 1965 arbeitete John Theimer für die in San Francisco ansässige Maklerfirma Birr, Wilson & Co. Er starb am 31. Mai 2001 in San Francisco, wo er auch seinen Lebensabend verbrachte. Dort war er Mitglied verschiedener Vereine und Organisationen, zu denen auch der Presidio Golf Club und der St. Francis Yacht Club gehörten.

## Orden und Auszeichnungen
John Theimer erhielt im Lauf seiner militärischen Laufbahn unter anderem folgende Auszeichnungen:
- Army Distinguished Service Medal
- Silver Star
- Legion of Merit